# Иван Ликар
Иван Ликар Сочан (Лог под Мангартом, код Бовеца, 9. септембар 1921 — Шемпетер при Горици, 12. децембар 1991), учесник Народноослободилачке борбе, друштвено-политички радник Социјалистичке Републике Словеније и народни херој Југославије.

## Биографија
Рођен је 9. септембра 1921. године у Логу под Мангартом, код Бовеца. Основну школу је завршио у родном месту, а потом је од 1938. до почетка Другог светског рата радио као рудар у руднику Рајбељ, у Италији.
Јануара 1941. године позван је на одслужење војног рока, у Италијанску војску. Војску је служио у Тоскани, где је остао све до јула 1942. године. Септембра 1942. године је боравио у Трсту и повезао се са припадницима Народноослободилачког покрета (НОП). Убрзо је постао један од главних пропагатора Народноослободилачког покрета међу рударима у руднику Рајбељ.
Фебруара 1943. године, услед немогућности даљег деловања на терену, отишао је у партизане. Ступио је у Пету чету Другог батаљона Северно-приморског партизанског одреда, где је ускоро постао водник, затим заменик командира минерске чете Треће словеначке ударне бригаде „Иван Градник“, командир чете у Базовичкој бригади и командир чете Бришко-бенешког партизанског одреда.
Током рата више пута се истакао, а посебно у борбама — 26. априла 1943. у борби с Италијанима на планини Голобару; маја 1943. у борби на Столу; 19. јула 1943. у петнаесточасовној борби с Италијанима на Крину, када је теже рањен; у заседи коју је организовао са својом четом између Предила и села Стремец, када је напао немачку колону и убио команданта и више војника; децембра 1943. у акцији на рудник олова у Рајбену; јануара 1944. у нападу на јако непријатељско упориште у Подмелцу.
Похађао је официрску школу при Деветом словеначком корпусу, а по њеном завршетку постављен је за команданта Другог батаљона Бришко-бенешког партизанског одреда. Јула 1944. године, с задатком да окупи борце и пође у Корушку, упутио се на састанак с теренским партијским радницима у село Бела Печ. Пошто га је један свештеник издао Немцима, они су га опколили и позвали да се преда. Пошто је одбио да се преда, одлучио је да се бори и покуша да се спасе. Пошто је једним рафалом убио немачког официра, и међу Немце унео тренутну пометњу, успео је да побегне. Приликом бега је био рањен, и свратио је у прву кућу, где је затражио помоћ. Пошто су сељаци били уплашени, они су га издали. Немци су поново дошли да га ухвате, али је он бацивши бомбу међу њих, поново успео да побегне у шумицу, која је била у близини. После три дана скривања у шуми, успео је да дође до села Лога и своје чете.
По налогу Штаба 30. словеначке дивизије, деловао је у Горишкој регији, на терену од Кобарида до Тренте. Био је вођа диверзантске групе, која је успешно извршила многе акције на терену око Бовеца и Трбижа.
После ослобођења Југославије, налазио се на дужности команданта места у Трбижу, који се налзио у Италији. Октобра 1945. године је доживео несрећу — англо-амерички полицијски џип му је прегазио ногу, која је после тога морала да се ампутира. Као тежак инвалид је демобилисан из Југословенске армије у чину капетана. До пензионисања 1962. године је радио у Постојни, Толмину и Кобариду, као директор угоститељског предузећа.
Бавио се и друштвено-политичким радом, био је председник Удружења Савеза бораца у Кобариду, председник Удружења ратних војних инвалида у Кобариду, члан Окружног комитета Комунистичке партије Словеније за Кобарид и Толмин, председник Савета за социјалну политику општинског одбора и др.
Умро је 12. децембра 1991. године у Шемпетеру при Горици.
Носилац је више југословенских одликовања, међу којима су — Орден заслуга за народ другог реда, Орден братства и јединства другог реда, Орден партизанске звезде трећег реда и Медаља за храброст. Орденом народног хероја је одликован 27. новембра 1953. године.